# Astacoidea
Super-famille
Les Astacoidea sont une super-famille de crustacés décapodes, créée par Pierre André Latreille (1762-1833) en 1802. Ils sont communément appelés écrevisses.

## Liste des familles
Selon World Register of Marine Species (10 février 2020) :
- famille Astacidae Latreille, 1802 -- 5 genres
- famille Cambaridae Hobbs, 1942 — 2 genres
- famille Parastacidae Huxley, 1879 -- 1 genre

Certaines classifications y ajoutent parfois les Erymidae Van Straelen, 1924, une famille éteinte connue seulement à l'état fossile.